# Tōsaku
«Tōsaku» (盗作?  "Plagio") es el tercer álbum de estudio de Yorushika. Publicado por Universal Music Japan el 29 de julio de 2020. El álbum se publicó aproximadamente un año después de su anterior álbum «Elma».
«Tōsaku», al igual que los dos álbumes anteriores, es un álbum conceptual, las 14 canciones describen «la historia de un hombre que roba música». A lo largo de las canciones del álbum, hay varias citas como melodías y poemas, también se ha señalado el carácter crítico de cuestionar el valor y la esencia del arte. El primer paquete de edición limitada incluye una novela de 130 páginas que explican el concepto del álbum como una «forma analógica para que la gente lo comprenda» y también incluye un casete titulado «Gekkō Sonata».

## Antecedentes
Hasta ahora, Yorushika ha estado creando obras con énfasis en los conceptos. Cuando n-buna terminó de producir su obra anterior «Elma», incorporó su propio concepto «algo así como una declaración musical» en la que había estado pensando durante mucho tiempo, ya que él siempre quería crear una obra de arte. En otras palabras, se le llama «Plagio» u «Homenaje», sin embargo, el  declara: «De aquí está sacada esta parte de la historia, la historia en sí permanece sin cambios, el "plagio" se convierte en "homenaje"». También, cuando estaba comenzando este trabajo dijo «Incluso una obra titulada "Plagio" puede convertirse en una obra única», por lo que decidió hacer un álbum conceptual con ese título. Además, n-buna dijo que tenía ganas de acabar con Yorushika después de terminar «Elma». Yorushika incluso también ha estado promoviendo la creación de obras en forma analógica (CD) para que la gente pueda realmente tomarlas físicamente. En «Moonlight», la primera edición limitada incluía fotos y cartas («Las cartas dirigidas a Elma») como el concepto del álbum. En «Elma», incluía un diario («El diario que Elma escribió») como el concepto del álbum. En el caso de «Tōsaku», la primera edición limitada incluye un libro que cuenta el concepto del álbum más a fondo.
El álbum contiene dos sencillos, «Yakō» (lanzado el 4 de marzo) y «Hana ni Bōrei» (lanzado el 22 de abril), ambos utilizados como temas para la película Amor de gata, el último siendo el tema principal de la película. El lanzamiento de «Tōsaku» se anunció el 1 de junio de 2020. Dos días después, se pre-lanzó la canción titulada «Haru Hisagi», y el día 24 del mismo mes, se pre-lanzó también «Shisōhan». El 8 de julio, cuando el álbum estaba a punto de ser lanzado, se subió a YouTube un video mostrando un poco de todas las canciones del álbum. El 22 de julio, una semana antes del lanzamiento, se pre-lanzó la canción «Tōsaku».
El 29 de julio, se anunció que el número total de reproducciones de las canciones del álbum superó los 100 millones en redes sociales como YouTube e Instagram. El 18 de agosto, se publicó en el canal de YouTube el video musical de «Tōbō», una colaboración con el manga «Yofukashi no Uta» serializado en Weekly Shonen Sunday.

## Concepto
La historia de la novela incluida en la primera edición limitada del álbum, «La historia de un hombre que roba música», sirvió como trasfondo para las canciones del álbum. En la novela, el protagonista confiesa acerca de su necesidad compulsiva de plagiar. Cada canción del álbum contiene al menos una escena de la vida del protagonista, y de hecho, todo el álbum «plagia» (en realidad, cita) melodías y poemas de varias obras. Tetsuya Nagato se encargó de ser el director de arte para la portada del álbum, n-buna dijo que le gusta el trabajo de Nagato y sintió que su técnica de tipo collage podría estar relacionada con el tema del «plagio» en este trabajo, por lo que le ofreció dirigir el arte para el álbum.

### Premios y nominaciones
| Año  | Premio de música               | Resultado | Ref    |
| ---- | ------------------------------ | --------- | ------ |
| 2021 | Premios 13.º de CD Shop Awards | Ganador   | [ 14 ] |

## Lista de canciones
Todas las canciones escritas y compuestas por n-buna. 
| CD / Descarga digital |                                                                                 |          |  |
| N.º                   | Título                                                                          | Duración |  |
| 1.                    | «Ongaku Dorobō no Jihaku» (音楽泥棒の自白; Confesión de un plagiador de música) | 1:12     |  |
| 2.                    | «Hirutonbi» (昼鳶; Ladrón diurno)                                               | 2:42     |  |
| 3.                    | «Haru Hisagi» (春ひさぎ; Prostitución)                                          | 3:37     |  |
| 4.                    | «Bakudanma» (爆弾魔; Bombardero compulsivo)                                     | 3:35     |  |
| 5.                    | «Seinenki, Akisu» (青年期、空き巣; Edad de adolescencia, ratero)                | 1:16     |  |
| 6.                    | «Replicant» (レプリカント; Replicante)                                          | 3:37     |  |
| 7.                    | «Hanamotase» (花人局; Florampa)                                                 | 5:32     |  |
| 8.                    | «Shukaki, Ongaku Dorobō» (朱夏期、音楽泥棒; Mediana edad, ladrón de música)     | 1:48     |  |
| 9.                    | «Tōsaku» (盗作; Plagio)                                                         | 3:59     |  |
| 10.                   | «Shisōhan» (思想犯; Crimental)                                                  | 4:11     |  |
| 11.                   | «Tōbō» (逃亡; Escape)                                                           | 4:47     |  |
| 12.                   | «Yōnenki, Omoide no Naka» (幼年期、思い出の中; Temprana edad, en los recuerdos) | 2:20     |  |
| 13.                   | «Yakō» (夜行; Recorrido nocturno)                                               | 3:22     |  |
| 14.                   | «Hana ni Bōrei» (花に亡霊; El fantasma en una flor)                             | 4:01     |  |
| 45:59                 |                                                                                 |          |  |

| CD bonus exclusivo de Tower Records |                                          |          |  |
| N.º                                 | Título                                   | Duración |  |
| 1.                                  | «Tōsaku» (versión caja de música)        |          |  |
| 2.                                  | «Hana ni Bōrei» (versión caja de música) |          |  |

| CD bonus exclusivo de Village Vanguard |                                     |          |  |
| N.º                                    | Título                              | Duración |  |
| 1.                                     | «Shisōhan» (versión caja de música) |          |  |
| 2.                                     | «Yakō» (versión caja de música)     |          |  |

| CD bonus exclusivo de HMV |                                        |          |  |
| N.º                       | Título                                 | Duración |  |
| 1.                        | «Haru Hisagi» (versión caja de música) |          |  |
| 2.                        | «Replicant» (versión caja de música)   |          |  |

- Las pistas 1, 5, 8 y 12 son instrumentales.
- Haru Hisagi se traduce literalmente como «Vender servicios sexuales». 春 (Haru) significa principalmente «primavera», pero el kanji también representa significados sexuales.[15]
- Replicant está basado en la película Blade Runner.
- El título de Shisōhan está basado en 1984 (novela), otra traducción más cercana al español moderno sería "malpensamiento".
- Bakudanma es una regrabación de la misma canción originalmente del álbum Makeinu ni Encore wa Iranai, en medios de streaming tiene como título en inglés «Bomber» y como nota «Re-Recording».[16]
- Yakō también puede significar «Tren nocturno», especialmente debido a la letra de la canción.

## Concierto en vivo
Un año después del lanzamiento del álbum, desde el 1 de agosto hasta el 2 de octubre, se llevó a cabo una gira en Japón titulada «Yorushika Live Tour 2021 Tōsaku». Todas las canciones interpretadas durante la gira fueron canciones de «Tōsaku» y «Sōsaku».
| Concierto en vivo |                                 |          |  |
| N.º               | Título                          | Duración |  |
| 1.                | «Tsuioku» (追憶)                |          |  |
| 2.                | «Haru Hisagi» (春ひさぎ)        |          |  |
| 3.                | «Shisōhan» (思想犯)             |          |  |
| 4.                | «Gōtō to Hanataba» (強盗と花束) |          |  |
| 5.                | «Bus wo Orite» (バスを降りて)   |          |  |
| 6.                | «Hirutonbi» (昼鳶)              |          |  |
| 7.                | «Replicant» (レプリカント)      |          |  |
| 8.                | «Hanamotase» (花人局)           |          |  |
| 9.                | «Yama no Sōgen» (山の草原)      |          |  |
| 10.               | «Tōbō» (逃亡)                   |          |  |
| 11.               | «Kaze wo Hamu» (風を食む)       |          |  |
| 12.               | «Yakō» (夜行)                   |          |  |
| 13.               | «Usotsuki» (嘘月)               |          |  |
| 14.               | «Natsu Matsuri» (夏祭り)        |          |  |
| 15.               | «Tōsaku» (盗作)                 |          |  |
| 16.               | «Bakudanma» (爆弾魔)            |          |  |
| 17.               | «Haru Dorobō» (春泥棒)          |          |  |
| 18.               | «Hana ni Bōrei» (花に亡霊)      |          |  |
| 19.               | «Zense» (前世)                  |          |  |

- Las pistas 1, 5, 9, 14 y 19 son historias narradas por n-buna.

## Tie-Up
- Tōsaku: Canción TVCM de Final Fantasy: Brave Exvius de Square Enix.[17][18]
- Yakō: Canción de Amor de gata.[19]
- Hana ni Bōrei: Canción principal de Amor de gata.[20][21]

## Bonus exclusivos de tiendas
- Edición limitada
  - Libro
  - Cinta de casete[11]

- Amazon
  - Insignia de latas originales

- Tower Records
  - CD de caja de música

- Village Vanguard
  - CD de caja de música

- Lawson HMV
  - CD de caja de música

- Animate
  - Archivo transparente A4

- Rakuten Books
  - Portada del libro original

- Tsutaya
  - Etiqueta en goma del logotipo

- Universal Music Store
  - Cartel